# Macbeth (Bloch)
Macbeth és una òpera en tres actes amb música i llibret d'Ernest Bloch i llibret en francès d'Edmond Fleg, basat en la peça epònima de William Shakespeare. Composta entre 1904 i 1906, es va estrenar el 30 de novembre de 1910 a l'Opéra-Comique a París. La recepció va ser decebedora, i després d'una quinzena de representacions, l'obra es va retirar de cartell.

## Argument
La història és essencialment la de l'obra de Shakespeare, amb els cinc actes comprimits en tres. L'òpera conté set tableaux, amb el preludi comprenent la primera escena, i cadascun dels tres actes formats per dues escenes.
A la tornada d'un combat victoriós, Macbeth i Banco troben a tres bruixes que saluden a Macbeth com a futur rei d'Escòcia. Quan s'anuncia l'arribada del rei Duncan, Lady Macbeth ambiciosa i àvida de poder, incita al seu marit perquè ho realitzi.